# Враг (фильм, 2013)
«Враг» (англ. Enemy) — сюрреалистический психологический триллер 2013 года, шестой полнометражный фильм, снятый Дени Вильнёвом и спродюсированный М. А. Фаурой и Нивом Фичманом. Сценарий написан Хавьером Гульоном и является вольным вариантом романа Жозе Сарамаго 2002 года «Двойник». В фильме Джейк Джилленхол играет двойную роль двух мужчин, которые физически идентичны, но отличаются по характеру. В главных ролях снялись Мелани Лоран, Сара Гадон и Изабелла Росселлини. Это международное совместное производство компаний из Испании, Франции и Канады.
Премьера фильма «Враг» состоялась в секции Special Presentation на Международном кинофестивале в Торонто 8 сентября 2013 года. После широкого проката на канале A24 14 марта 2014 года фильм собрал 3,4 миллиона долларов в прокате и получил положительные отзывы. Фильм Враг получил 10 номинаций на 2-й церемонии вручения наград «Canadian Screen Awards», выиграв 5 из них, включая награду за лучшую режиссуру для Вильнёва и премию «Джини» за лучшую женскую роль второго плана для Гадон. Он был назван лучшим канадским фильмом года на церемонии вручения наград Toronto Film Critics Association Awards 2014.

## Сюжет
Преподаватель истории берёт в видеопрокате диск с неизвестной ему комедией. Фильм его никак не впечатляет, но в одном из эпизодов он замечает актёра, который выглядит в точности так, как он сам. Поражённый увиденным, он решает найти своего двойника. Поиски оборачиваются настоящим наваждением, путешествием в самое сердце метафизической тьмы, которое переворачивает его представление о жизни с ног на голову.

## В ролях
| Актёр               | Роль                                       |
| ------------------- | ------------------------------------------ |
| Джейк Джилленхол    | Адам Белл / Энтони Клэр (Дэниел Сент Клэр) |
| Мелани Лоран        | Мэри                                       |
| Сара Гадон          | Хелен                                      |
| Изабелла Росселлини | мать Адама                                 |

## Критика
Фильм получил в целом положительные отзывы критиков, причем многие сравнивали стиль и атмосферу фильма с работами Дэвида Линча. На агрегаторе рецензий Rotten Tomatoes рейтинг одобрения составляет 71 % на основе 122 обзоров со средним рейтингом 6,6 из 10. На Metacritic рейтинг составляет 61 балл из 100 на основе 30 обзоров, что указывает на «в целом положительные отзывы».

## Награды и номинации
- 2013 — Серебряный гран-при кинофестиваля в Сиджесе.
- 2014 — 5 премий «Джини»: лучшая режиссура (Дени Вильнёв), женская роль второго плана (Сара Гадон), операторская работа (Николя Больдюк), монтаж (Мэттью Ханнам), оригинальная музыка (Дэнни Бенси, Сондер Юрриаанс). Кроме того, лента была номинирована в 5 категориях: лучший фильм, адаптированный сценарий (Хавьер Гуллон), мужская роль (Джейк Джилленхол), работа художника (Патрис Верметт), визуальные эффекты.